# Heike Sahm
Heike Sahm (* 1966) ist eine deutsche Germanistin.

## Leben
Während des Studiums in Kiel und Tübingen erhielt sie von 1994 bis 1997 ein Stipendium des Göttinger Graduiertenkollegs Kirche und Gesellschaft im 15./16. Jahrhundert. Nach der Promotion 1997 an der Eberhard Karls Universität Tübingen mit einer Arbeit zu Albrecht Dürer als Autor war sie von 1997 bis 2007 wissenschaftliche Assistentin an der Universität zu Köln. Nach der Habilitation 2006 an der Universität zu Köln war sie von 2007 bis 2008 Feodor-Lynen-Stipendiatin an der University of Cambridge. Von 2008 bis 2009 lehrte sie auf der Jacob-Grimm-Gastprofessur an der Georg-August-Universität Göttingen. Von 2009 bis 2013 war sie wissenschaftliche Angestellte an der Universität Siegen. Seit 2013 lehrt sie als Professorin an der Georg-August-Universität Göttingen.
Ihre Arbeitsschwerpunkte sind die europäische Heldendichtung des frühen und hohen Mittelalters, die städtische Literatur des späten Mittelalters, historische Anthropologie, Mediengeschichte, die Vermittlung des Mittelalters im Unterricht und die Geschichte der Germanistik im 19. Jahrhundert.

## Schriften
- Dürers kleinere Texte. Konventionen als Spielraum für Individualität (= Hermaea. Neue Folge, Band 97). Niemeyer, Tübingen 2002, ISBN 3-484-15097-1.
- mit Franziska Küenzlen und Anna Mühlherr: Themenorientierte Literaturdidaktik. Helden im Mittelalter. Vandenhoeck & Ruprecht, Göttingen 2014, ISBN 3-8252-4163-7.